# Pompe Valdès
Pour les articles homonymes, voir Pompe (homonymie) et Valdés.
La pompe Valdès est un modèle de pompe à eau en bois qui fonctionne en immersion.

## Historique
Le GREEn, (Groupe de Recherche pour l'Énergie et l'Environnement) de l'université de Valenciennes a commencé en 1999 à travailler sur un système de pompe volumétrique à eau en bois à membrane caoutchouc (aujourd'hui dénommée pompe Valdès, du nom de son principal inventeur, Laurent-Charles Valdès, ingénieur des Arts et Métiers ParisTech et professeur à l'ENSIAME (nouvellement INSA Hauts-de-France), école d'ingénieurs de l'université de Valenciennes). L'objectif de cette étude était de mettre au point un système pompe éolienne de basse technicité et de grande efficacité destiné aux pays en voie de développement. La basse technicité a pour but de faciliter la diffusion du système Valdès dans ces pays, en permettant à des ouvriers (type menuisiers, soudeurs), même peu qualifiés, d'en assurer la fabrication, l'installation et la maintenance. Elle réside dans le choix de matériaux courants (bois, caoutchouc, visserie, tubes PVC) et de mise en œuvre simple.

Modèle simplifié du mécanisme

## Fonctionnement
La pompe Valdès fonctionne grâce à une éolienne qui doit être fixée au-dessus du puits (un simple fût coupé en deux peut servir d'éolienne). Le mouvement de rotation généré par cette éolienne entraîne un axe de transmission (en tube PVC) qui doit descendre jusqu'au fond du puits où se situe la pompe elle-même. Le système se compose d'abord d'un arbre en bois fixé à l'axe de transmission. Cet arbre n'est pas parfaitement cylindrique: il possède un tronçon qui est excentré par rapport au reste de l'arbre et à l'axe de transmission. La partie excentrée a donc un mouvement analogue à celui d'une main qui tourne une manivelle. Cette partie entraîne une pièce appelée coulisseau qui a donc un mouvement de translation circulaire. Ce coulisseau peut être assimilé à un cube avec un trou qui le traverserait de haut en bas (l'arbre étant inséré dans ce trou). Le coulisseau se meut dans une pièce appelée tiroir, elle aussi en bois. Par sa géométrie, le tiroir prend le mouvement gauche-droite du coulisseau mais pas son mouvement avant-arrière. Le tiroir translate donc latéralement. Sur les faces extérieures à droite et à gauche du tiroir sont vissés des pistons en bois. Ces deux pistons se déplacent donc alternativement de droite à gauche en poussant/tirant deux membranes (une chambre à air de pneu découpée peut être utilisée) qui assurent l'étanchéité. Ce mouvement se fait dans les culasses respectives des pistons, toutes deux perforées en bas et en haut. Les trous inférieurs des culasses sont reliées à une crépine (par où l'eau entre) par des tuyaux. Les trous supérieurs sont aussi munis de tuyaux qui remontent jusqu’à la surface (où l'eau ressort). En effet, la translation des pistons dans les culasses entraîne une aspiration/refoulement de l'eau. Des clapets fixés sur les tuyaux empêchent l'eau de redescendre, elle monte donc dans le tuyau sous la pression des pistons.
Un système de roulement peut aussi être ajouté au-dessus du puits. Ce système est un double plateau en bois qui renferme une quarantaine de billes à jouer. Il permet de garder l'éolienne bien droite, dans l'axe du puits et aussi de mieux soutenir le poids qui pèse constamment sur la pompe et la fragilise (surtout avec les éoliennes métalliques et les puits profonds).
D'autres systèmes ont aussi été étudiés pour permettre de remplacer l'éolienne si elle est endommagée ou en l'absence de vent. Un pédalier manuel a déjà été créé à partir d'une chaîne de vélo ainsi qu'un grand plateau à manivelle en bois.

## Difficultés
La plupart des problèmes auxquels on pourrait penser sont déjà résolus.
À partir de la coupe de l'arbre jusqu’à l'immersion de la pompe, il faut absolument éviter que le bois ne se déshydrate. La pompe doit toujours rester immergée car les pièces peuvent se déformer, se fendre, se putréfier, se rétrécir, …
Le frottement que l'on peut attendre d'un mécanisme en bois est en réalité fortement atténué par le fait que le bois soit gorgé d'eau (ce qui le lubrifie naturellement), par tout un système de roulements (rouleaux en bois+PVC et billes à jouer), et par le choix du type de bois utilisé. La déformation du bois est de même minime selon le bois choisi, et contrairement à ce que l'on pourrait penser, un bois constamment immergé ne pourrit pas.
Le seul problème qui subsiste encore est l'usure des pièces, notamment les membranes de caoutchouc. En effet, celles-ci ont tendance à être découpées par le bois avec la répétition des mouvements sur un long terme. Cela n'est pourtant pas problématique car la pompe est conçue pour être facile d'entretien, et les pièces peuvent toujours être remplacées.

## Caractéristiques techniques
Ces caractéristiques ne sont que des valeurs théoriques qui peuvent varier d'une pompe à l'autre.
Dimensions approximatives :
- Pompe : 50×50×30 cm
- Système de roulements au-dessus du puits : 40×30×30 cm
- Éolienne : dépend du type d'éolienne choisie

Poids :
- Pompe : 15 à 20 kg
- Système de roulements au-dessus du puits : 7 kg

Puits :
- Profondeur : plus de 30 mètres
- Diamètre : environ 70 cm

Rendement :
- Vent minimal : 3 m/s soit 11 km/h
- Débit : environ 1 m3 par jour
- Boisson : pour un petit village (50 à 100 personnes)

Matériaux :
- Bois : 50 dm³
- Membranes : 2 chambres à air (de roues de camion)
- Quincaillerie : 4 valves à clapet, vis, clous, écrous, rondelles, tiges filetées, crépine, raccords de tuyaux, …
- Autres : tubes PVC (différents diamètres en fonction de l'installation), tuyaux d'eau, éolienne, …

## Développement
Deux projets principaux ont été menés.
Le premier est celui de l'association En Quête Du Monde  composée à l'origine d'un groupe d'élèves ingénieurs des Arts et Métiers de Cluny. Cette association naît en 2002 et collabore avec M. Laurent Charles Valdès, inventeur de la pompe et professeur à l'ENSIAME. Leur travail portera d'abord sur de la recherche et sur le développement de la pompe en utilisant leurs connaissances de mécanique et les outils mis à disposition par leur école. D'autre part, ils ont fait un travail de préparation sur le terrain pour finalement accueillir un groupe de 6 élèves en janvier 2006 pour qui ce voyage (au Bénin et au Togo sera intégré à leur cursus scolaire en tant que stage de seconde année. D'autre pompes ont continué à être installées dans différents pays (Cameroun, Sénégal, …). D'autres associations partenaires ont aidé ce projet à voir le jour : Inter Développement, ASAAL, DAHW, Guide du Routard, Rotary Club de Vierzon.
Le second projet, plus tardif, a débuté en septembre 2006, au lycée Raynouard de Brignoles (Var). Par son vaste réseau, le Rotary Club (qui avait travaillé avec la première association) a pu faire connaître la pompe à une classe de Terminale scientifique spécialisée en Sciences de l'ingénieur. Dès lors, une association de 12 élèves s'est constituée et devint par la suite un Interact club, le CIBR (Club Interact Brignoles Raynouard), parrainé par le Rotary Club de Brignoles. Ces 12 élèves, aidés de leurs professeurs souhaitaient développer un second projet dans le cadre de leurs Projet Pluritechnologiques Encadrés (PPE). Le groupe a d'abord fait un long travail d'étude de la pompe et a cherché à y apporter des améliorations technologiques (forme des pièces, système à 2 pompes superposées, …). Le principal apport de l'association a été de mettre sur internet des manuels nécessaires à la fabrication, l'assemblage, et l'installation de la pompe. Le site internet est visible du monde entier (en français en anglais ou en espagnol) et le transfert de savoir-faire se fait plus facilement. Pour mener leur action à terme, les lycéens ont été conseillés par les étudiants pionniers du premier projet et financièrement soutenus par le Rotary Club de Brignoles. Un voyage en Afrique de l'Ouest est en prévision pour aller installer leur version de la pompe et prendre contact avec des élèves de lycées techniques locaux pour leur apprendre à en fabriquer.